# Коктерекский сельский округ (Западно-Казахстанская область)
Коктерекский сельский округ — административно-территориальное образование в Казталовском районе Западно-Казахстанской области.

## Административное устройство
1. село Коктерек
2. село Еламан
3. село Уразгали
4. село Саралжын
5. село Сатыбалды